# Manchester Mark I
El  Manchester Mark I  va ser en un principi una màquina experimental a petita escala anomenada "The baby", construïda entre 1947 i 1948 a la Universitat de Manchester, com a continuació del Manchester Small-Scale Experimental Machine (SSEM), el primer ordinador electrònic del món amb programa emmagatzemat en la mateixa màquina. El seu disseny es va pensar per demostrar el potencial que tindrien els programes emmagatzemats a l'ordinador, per això es considera la primera computadora que funcionava amb memòria RAM. Els treballs van començar l'agost de 1948, i la primera versió va entrar en funcionament l'abril de 1949, quan un programa escrit per buscar nombres primers de Mersenne va córrer durant nou hores sense falles en la nit del 16 al 17 de juny de 1949.
El matemàtic Alan Turing es va incorporar al projecte l'any 1948, fent un llenguatge de programació per a l'ordinador.

## Història
El 1951, va ser reemplaçada per una versió coneguda com a Ferranti Mark I, que va sorgir de la col·laboració de l'equip de la Universitat de Manchester i dels germans Ferranti que tenien una fàbrica. La Ferranti Mark I va ser de les primeres computadores comercials de la història.

## Característiques
Algunes de les seves característiques van ser: una memòria principal (RAM) de 256 paraules de 40 bits cadascuna (és a dir tenia una memòria de 1280 bytes) basada en tubs de buit, una memòria que emmagatzemava 3.750 paraules; realitzava una operació estàndard, com una suma, a 1/8 mil·lisegons i en canvi per a realitzar una multiplicació era molt més lent, afegint al mateix temps d'una operació estàndard 0,6 mil·lisegons per cada bit que tingués el multiplicador. L'entrada era per mitjà d'un senzill teclat per emmagatzemar directament la informació a l'ordinador, la sortida per a les comprovacions era a través d'un visualitzador de tubs de raigs catòdics.